# Асадуллаев, Ибрагим Мухтарович
Ибрагим Мухтарович Асадуллаев (1902 — 1946) — деятель народного хозяйства Азербайджанской ССР, народный комиссар внутренней торговли Азербайджанской ССР, депутат Верховного Совета СССР 1-го созыва (1938—1946).

## Биография

### Политическая деятельность
Был избран депутатом Верховного Совета СССР 1-го созыва от Азербайджанской ССР в Совет Национальностей в результате выборов 12 декабря 1937 года.

### Репрессии
В июле 1938 года был арестован по обвинению в том, что являлся одним из руководителей «Запасного правотроцкистского центра контрреволюционной националистической организации». Как и другие арестанты по этому делу, подвергся пыткам и избиениям, в связи с чем был вынужден признать выдвинутое против него обвинение. Однако в 1939 году отказался от своих показаний. После этого дело несколько раз возвращалось на доследование. Наконец в 1941 году был осужден приговором суда на 10 лет исправительно трудовых лагерей с конфискацией имущества. Умер в заключении в 1946 году. В 1955 году определением Военной Коллегии Верховного Суда СССР был посмертно реабилитирован.